# Чорноморська міська територіальна громада
Чорноморська міська територіальна громада — територіальна громада в Україні, в Одеському районі Одеської області. 
Утворена 17 липня 2020 року відповідно до Постанови Верховної Ради на базі визначення громад Розпорядженням Кабінету Міністрів України № 720-р від 12 червня 2020 року «Про визначення адміністративних центрів та затвердження територій територіальних громад Одеської області» у складі Чорноморської міської ради.
Адміністративний центр — місто Чорноморськ.

## Склад громади
До складу громади входять місто Чорноморськ, селище міського типу Олександрівка та села Бурлача Балка і Малодолинське.

## Населення

### Внутрішньо переміщені особи
Станом на квітень 2024 року в громаді проживає 6887 внутрішньо переміщених осіб, з них майже 2 тисячі — діти. Це люди, які переїхали жити у громаду з інших населених пунктів після початку російсько-української війни у 2022 році. Це становить 9,5% від довоєнної кількості мешканців громади (тоді населення складало майже 71 тисячі осіб). 
Допомогою переселенцям опікується «Територіальний центр соціального обслуговування» громади. За його документами, у 2023 році переселенцям Чорноморська було надано 3,364 мільйона гривень гуманітарної допомоги, здебільшого у вигляді продуктових наборів, гарячих обідів, дитячого одягу та засобів гігієни.

## Освіта
У громаді працює 11 шкіл, 13 дитячих садків, Чорноморський морський коледж Одеського національного морського університету та Державний навчальний заклад «Іллічівський професійний судноремонтний ліцей». Не всі заклади освіти мають укриття, тож після початку російсько-українсько війни діти навчаються у змішаному форматі — онлайн та офлайн.

## Медицина
У громаді працює «Чорноморська лікарня» (багатопрофільний стаціонар; доросла й дитяча поліклініки; жіноча консультація; 2 цехових амбулаторних підрозділи), «Стоматологічна поліклініка» швидка медична допомога. 

## Російсько-українська війна
Станом на квітень 2024 року на території громади розташовані 20 захисних споруд цивільного захисту та 78 найпростіших укриттів.

## Список приміток
1. ↑  Розпорядження Кабінету Міністрів України від 12 червня 2020 року № 720-р «Про визначення адміністративних центрів та затвердження територій територіальних громад Одеської області»
2. ↑  Понад 6 тисяч переселенців проживає в Чорноморській громаді. Які програми соціального захисту є?. О, Море.Сity (укр.). Процитовано 4 травня 2024.
3. ↑  3,3 мільйона гривень виділили у Чорноморську для переселенців. А що з іншими соціальними програмами?. О, Море.Сity (укр.). Процитовано 4 травня 2024.
4. ↑  Музей готовий до евакуації. Як у Чорноморську бережуть культурну спадщину?. О, Море.Сity (укр.). Процитовано 4 травня 2024.
5. ↑  Де найближче місце зі зв'язком та світлом у Чорноморські громаді? Розповідаємо про спеціальні місця. О, Море.Сity (укр.). Процитовано 4 травня 2024.